# Gauteng
Gauteng ([ʁawˈtẽŋ] ghau-TENG, em xhosa: iRhawuti; em zulu: eGoli / iGoli zu; em tsonga: Gauteng; em ndebele: I-Gauteng; em venda: Gauteng; em soto do sul: Gauteng; em sepedi: Gauteng; em tsuana: Gauteng; em africâner: Gauteng) ou Gautengue é uma das nove províncias da África do Sul, criada em 1994.
Situada no Highveld,  é a menor província da África do Sul em termos de superfície terrestre, representando apenas 1,5% da superfície terrestre do país. Apesar disto, é a mais populosa, albergando mais de um quarto (26%) da população nacional: a população da província era de cerca de 16,1 milhões de habitantes, de acordo com as estimativas de meados de 2022.
Altamente urbanizada, a província é a mais rica do país e a sua capital é também a maior cidade da África do Sul, Joanesburgo, onde se concentra maioritariamente a atividade financeira do país. O território de Gaunteng inclui também a capital administrativa, Pretória, e outras grandes áreas, como Midrand, Vanderbijlpark, Ekurhuleni e o afluente subúrbio de Sandton. O maior bairro urbano, Soweto, também se encontra nesta província. Politicamente, é a província mais disputada entre o Congresso Nacional Africano (ANC) e a Aliança Democrática (DA), os dois maiores partidos do sistema político sul-africano.

## Etimologia
Gauteng deriva do soto-tsuana gauta, que significa «ouro». A história recente da província esteve, aliás, ligada à presença de uma forte indústria aurífera após a descoberta de ouro em Joanesburgo, em 1886, na denominada Febre do Ouro de Witwatersrand. Em sesoto, setsuana e sepedi, o nome já era utilizado muito antes de ter sido adotado oficialmente em 1994. Para os europeus, a região era geralmente conhecida como Pretória–Witwatersrand–Vereeniging (PWV), sendo que o «V» na abreviatura designava, por vezes, o Triângulo do Vaal em vez da cidade de Vereeniging.

## História
A atual província foi formada após as primeiras eleições democráticas no país, a 27 de abril de 1994, por separação da antiga província do Transvaal. Fora inicialmente designada de Pretória–Witwatersrand–Vereeniging (PWV), e renomeada para Gauteng a 28 de junho de 1995, juntamente com duas outras províncias.
A falta de registos escritos dificulta o conhecimento dos acontecimentos históricos ocorridos nesta região até meados do século XIX, o que significa que a informação anterior a esse período foi perdida ou é de difícil verificação.
Nas grutas de Sterkfontein foram encontrados alguns dos esqueletos de hominídeos mais antigos descobertos até ao momento, como os de Mrs. Ples e Little Foot.
Os primeiros registos escritos nesta área ocorrem após a chegada de colonizadores oriundos da Colónia do Cabo, que derrotaram o chefe Mzilikazi e começaram a fundar aldeias na zona.
A cidade de Pretória, fundada em 1855 como capital da República Sul-Africana, assistiu a um rápido crescimento até à descoberta de ouro na zona de Witswatersrand em 1886, que levou à fundação da cidade de Joanesburgo. Apesar do desenvolvimento mais demorado quando comparado a Joanesburgo, Pretória manteve a sua importância, em especial devido ao seu papel durante a Segunda Guerra dos Boeres. A localidade de Cullinan, próxima a Pretória, ganhou reputação interrnacional em 1905 ao ser aí encontrado o maior diamante do mundo, o Diamante Cullinan.
Muitos dos eventos cruciais para a luta anti-apartheid aconteceram no território que hoje forma Gauteng, tais como a Carta da Liberdade de 1955, a Marcha das Mulheres de 1956, o Massacre de Sharpeville em 1960, o Julgamento de Rivonia em 1963 e 1964, seguido do Pequeno Julgamento de Rivonia nesse mesmo ano, o Levante de Soweto em 1976 e a morte dos Seis de Sharpeville em 1984. O Museu do Apartheid documenta esta era.

## Geografia
A fronteira sul de Gauteng é o rio Vaal, que separa esta província do Estado Livre. Também faz fronteira com a província do Noroeste a oeste, com o Limpopo a norte e com Mepumalanga a leste. Gauteng é a única província sem costa da África do Sul, bem como a única que não possui uma fronteira com o estrangeiro. A maior parte de Gauteng situa-se no Highveld (literalmente Campo Alto em africâner), uma extensa pradaria de grande altitude cerca de 1.500 m acima do nível do mar. Entre Joanesburgo e Pretória, existem cumeadas baixas paralelos e colinas onduladas, que se alternam entre os sistemas Magaliesberg e Witwatersrand. O norte da província é mais subtropical, devido à sua menor altitude, e é maioritariamente constituído por savanas secas.

### Área de Witwatersrand
Na metade sul de Gauteng, Witwatersrand descreve uma área de conurbação oblonga com 120 km de largura, desde Randfontein (a oeste) até Nigel (a leste), cujo nome deriva da série geológica homónima e economicamente importante, caracterizada pelos seus cumes baixos e pelo planalto a eles associado, e onde se desenvolveu a metrópole de Grande Joanesburgo. Esta área é também muitas vezes referida simplesmente como «Witwatersrand», «o Rand» (the Rand) ou «o Recife» (the Reef, arcaico, referente aos recifes de ouro que precipitaram o desenvolvimento da área). Era o «W» em PWV, a designação inicial de Gauteng. Tradicionalmente, a região está dividida em três áreas: Rand Oriental (governada pelo município metropolitano de Ekurhuleni), Rand Central (que corresponde aproximadamente com o atual município de Joanesburgo) e o Rand Ocidental.

### Clima
O clima é maioritariamente influenciado pela altitude. Apesar de a província se situar numa latitude subtropical, o clima é comparativamente mais fresco, especialmente em Joanesburgo, situada a 1700 m acima do nível do mar (Pretória está a 1 330 m). A maior parte da precipitação ocorre sob a forma de breves trovoadas vespertinas; no entanto, a humidade relativa nunca se torna desconfortável. Os Invernos são frescos e secos, com geadas frequentes nas zonas do sul. A queda de neve é rara, embora já tenha ocorrido em algumas ocasiões na área metropolitana de Joanesburgo.

### Divisões administrativas
A província de Gauteng está dividida em três municípios metropolitanos e dois municípios distritais. Os municípios distritais estão, por sua vez, divididos em seis municípios locais:

#### Municípios distritais:
Sedibeng
- Emfuleni
- Lesedi
- Midvaal

West Rand
- Merafong
- Mogale
- Rand West

#### Municípios metropolitanos
- Tshwane (Pretória)
- Joanesburgo
- Ekurhuleni

O antigo distrito de Metsweding, constituído por Nokeng Tsa Taemane e Kungwini, no norte da província, foi incorporado em Tsuane em 2011.

Municípios da província de Gauteng.